# La terra dei cachi
Pistes de Eat the Phikis (live)
Del meglio del nostro meglio Vol. 1 (studio)
Christmas with the Yours T.V.U.M.D.B./Mio cuggino
La terra dei cachi (Le Pays des kakis) est une chanson chantée par Elio e le Storie Tese, publiée sur single en 1996.
La chanson a participé au festival de Sanremo en obtenant une deuxième place et il remporte le Prix de la Critique Mia-Martini.
Le texte raconte la vie et les habitudes de l'Italie touchée par de nombreux scandales (pizzo, incidents criminels impunis, faute professionnelle médicale) et pleins de comportements qui caractérisent le citoyen italien dans le monde, comme la passion pour le football, la pizza et les spaghettis.